# Distretto di Bahraich
Bahraich è un distretto dell'India di 2 384 239 abitanti. Capoluogo del distretto è Bahraich.